# Thelohanellus piriformis
Thelohanellus piriformis is een microscopische parasiet uit de familie Myxobolidae. Thelohanellus piriformis werd in 1892 beschreven door Thélohan. 